# La Scarpa
La Scarpa (Italiaans voor "de schoen") is een klein Italiaans eiland bij de noordelijke kust van het eiland Pianosa in de Tyrreense Zee. Het onbewoonde eiland wordt geografisch tot de Toscaanse Archipel gerekend en ligt ongeveer 300 meter verwijderd van het uiterst noordelijke puntje van het schiereiland van Pianosa, Punta del Marchese. Het eiland behoort administratief gezien tot de gemeente Campo nell'Elba en valt onder het nationaal park Parco Nazionale Arcipelago Toscano.